# George Gross Memorial Trophy
Il George Gross Memorial Trophy è un premio calcistico assegnato con cadenza annuale al miglior calciatore del Canadian Championship. Deve il suo nome ad un celebre giornalista canadese appassionato di calcio.

## Albo d'oro
| Edizione | Giocatore          | Squadra             |
| -------- | ------------------ | ------------------- |
| 2008     | Matt Jordan        | Montréal Impact     |
| 2009     | Dwayne De Rosario  | Toronto FC          |
| 2010     | Dwayne De Rosario  | Toronto FC          |
| 2011     | Joao Plata         | Toronto FC          |
| 2012     | Ryan Johnson       | Toronto FC          |
| 2013     | Justin Mapp        | Montréal Impact     |
| 2014     | Justin Mapp        | Montréal Impact     |
| 2015     | Russell Teibert    | Vancouver Whitecaps |
| 2016     | Benoît Cheyrou     | Toronto FC          |
| 2017     | Sebastian Giovinco | Toronto FC          |
| 2018     | Jonathan Osorio    | Toronto FC          |
| 2019     | Ignacio Piatti     | Montréal Impact     |
| 2021     | Sebastian Breza    | CF Montréal         |
| 2022     | Ryan Gauld         | Vancouver Whitecaps |
| 2023     | Julian Gressel     | Vancouver Whitecaps |
| 2024     | Isaac Boehmer      | Vancouver Whitecaps |